# Cheiracanthium cuniculum
Cheiracanthium cuniculum är en spindelart som beskrevs av Herman 1879. Cheiracanthium cuniculum ingår i släktet Cheiracanthium och familjen sporrspindlar. Inga underarter finns listade i Catalogue of Life.